# Expanded memory
Expanded memory is extra computergeheugen dat binnen de toegankelijke adresruimte valt.
De oorspronkelijke IBM Personal Computer, met de 8086- of 8088-processor, heeft een adresruimte van een MiB, van hexadecimaal 00000 tot FFFFF, verdeeld in 16 blokken van elk 64 kiB. Tien van deze blokken, samen 640 kiB, zijn rechtstreeks te gebruiken door het besturingssysteem en gebruikersprogramma's. De resterende blokken worden deels gebruikt voor in- en uitvoerapparaten en deels als extra geheugen. Deze hoeveelheid kan met  bank switching worden verhoogd. Hierbij wordt een aantal geheugenblokken via een elektronische schakelaar op dezelfde adresruimte aangesloten, meestal tussen D0000 en F0000. Dit werd expanded memory genoemd. De bankswitch kan onder programmabesturing worden omgeschakeld, waardoor een ander geheugenblok toegankelijk wordt.
Volgens de standaard hebben de geheugenblokken een grootte van 16 KiB. Er zijn dus acht elektronische schakelaars in het adresgebied tussen D0000 en F0000 en alle geheugenblokken zijn voor alle acht schakelaars toegankelijk. Met de komst van de 80286, die een veel grotere adresruimte heeft, is deze werkwijze in principe niet meer nodig, daar wordt extended memory bij toegepast. De extra adresruimte is alleen in protected mode te gebruiken, terwijl de oudste besturingssystemen alleen in real mode werkten.